# تريفور فنسنت
تريفور فنسنت (بالإنجليزية: Trevor Vincent)‏ هو منافس ألعاب قوى أسترالي، ولد في 27 أبريل 1938.

## وصلات خارجية
- تريفور فنسنت على موقع الاتحاد الدولي لألعاب القوى (الإنجليزية)
- تريفور فنسنت على موقع النتائج التاريخية لألعاب القوى الأسترالية (الإنجليزية)
- تريفور فنسنت على موقع اللجنة الأولمبية الدولية (الإنجليزية)
- تريفور فنسنت على موقع أوليمبيديا (الإنجليزية)
- تريفور فنسنت على موقع اللجنة الأولمبية الأسترالية (الإنجليزية)
- تريفور فنسنت على موقع اتحاد ألعاب الكومنولث (مؤرشف) (الإنجليزية)